# Krasnoiàrovka
Krasnoiàrovka (en rus: Краснояровка) és un poble (un possiólok) del krai de Primórie, a l'Extrem Orient de Rússia, que en el cens del 2010 tenia 102 habitants.